# Championnat d'Amérique du Nord féminin de volley-ball des moins de 20 ans
Le championnat d'Amérique du Nord de volley-ball féminin des moins de 20 ans est une compétition sportive internationale de volley-ball. Il est organisé par la North, Central America and Caribbean Volleyball Confederation (NORCECA). Il se déroule tous les deux ans depuis 1998. Les équipes sont composées de femmes âgées de vingt ans ou moins.

## Palmarès
| Année | Lieu                     | Champion               | Finaliste              | Troisième              | Quatrième  |
| ----- | ------------------------ | ---------------------- | ---------------------- | ---------------------- | ---------- |
| 1998  | Cuernavaca               | États-Unis             | Mexique                | Canada                 |            |
| 2000  | La Havane                | Cuba                   | États-Unis             | Mexique                |            |
| 2002  | Humacao/Juncos           | Porto Rico             | États-Unis             | Cuba                   |            |
| 2004  | Winnipeg                 | États-Unis             | République dominicaine | Porto Rico             | Canada     |
| 2006  | Monterrey                | États-Unis             | République dominicaine | Porto Rico             | Canada     |
| 2008  | Saltillo/Coahuila/Mexico | États-Unis             | République dominicaine | Cuba                   | Porto Rico |
| 2010  | Tijuana                  | États-Unis             | République dominicaine | Cuba                   | Mexique    |
| 2012  | Managua                  | République dominicaine | Mexique                | États-Unis             | Costa Rica |
| 2014  | Guatemala                | États-Unis             | Cuba                   | République dominicaine | Mexique    |
| 2016  | Fort Lauderdale          | République dominicaine | États-Unis             | Cuba                   | Porto Rico |
| 2018  | Aguascalientes           | États-Unis             | République dominicaine | Mexique                | Cuba       |

## Tableau des médailles
| Rang | Pays                   | Médaille d'or | Médaille d'argent | Médaille de bronze | Total |
| 1    | États-Unis             | 7             | 3                 | 1                  | 11    |
| 2    | République dominicaine | 2             | 5                 | 1                  | 8     |
| 3    | Cuba                   | 1             | 1                 | 4                  | 6     |
| 4    | Porto Rico             | 1             | 0                 | 2                  | 3     |
| 5    | Mexique                | 0             | 2                 | 2                  | 4     |
| 6    | Canada                 | 0             | 0                 | 1                  | 1     |

## Meilleures joueuses par tournoi
- 2006 –  Bethania De La Cruz
- 2008 –  Brenda Castillo
- 2010 –  Jane Croson
- 2012 –  Winifer Fernández
- 2014 –  Rhamat Alhassan
- 2016 –  Natalia Martinez
- 2018 –  Logan Eggleston